# Stachyris
Stachyris (boomtimalia's) is een geslacht van zangvogels uit de familie timalia's (Timaliidae).

## Leefwijze
Boomtimalia's zijn iets minder bodembewoners dan de overige soorten uit deze familie. Ze foerageren, vaak in groepjes, in dichte ondergroei.

## Verspreiding en leefgebied
Deze boomtimalia's komen voor van de Himalaya tot Zuidoost-Azië. Diverse soorten zijn typische bewoners van montaan bos in heuvelland en berggebieden. 

## Soorten
Het geslacht kent de volgende 13 soorten:
- Stachyris grammiceps – Grijswangboomtimalia
- Stachyris herberti – Laotiaanse boomtimalia
- Stachyris humei – Westelijke wigsnaveltimalia
- Stachyris leucotis – Witnekboomtimalia
- Stachyris maculata – Roodstuitboomtimalia
- Stachyris nigriceps – Grijskeelboomtimalia
- Stachyris nigricollis – Zwartkeelboomtimalia
- Stachyris nonggangensis – Nonggangboomtimalia
- Stachyris oglei – Witkeelboomtimalia
- Stachyris poliocephala – Grijskopboomtimalia
- Stachyris roberti – Oostelijke wigsnaveltimalia
- Stachyris strialata – Vleknekboomtimalia
- Stachyris thoracica – Witborstboomtimalia